# گیتاراس اینکیس
گیتاراس اینکیس (انگلیسی: Gintaras Einikis؛ زادهٔ ۳۰ سپتامبر ۱۹۶۹) بازیکن بسکتبال اهل لیتوانی است.
از باشگاه‌هایی که در آن بازی کرده‌است می‌توان به باشگاه بسکتبال زسکا مسکو اشاره کرد.
وی در مسابقات کشوری و بین‌المللی در مجموع برندهٔ ۱ مدال نقره، ۳ مدال برنز شده‌است.